# Cicer flexuosum
Cicer flexuosum är en ärtväxtart som beskrevs av Vladimir Ippolitovich Lipsky. Cicer flexuosum ingår i släktet kikärter, och familjen ärtväxter. Inga underarter finns listade i Catalogue of Life.